# Claude-André Lachance
Pour les articles homonymes, voir Lachance.
Claude-André Lachance B.A., B.C.L., LL.M. (né le 5 avril 1954) est un avocat et ancien homme politique fédéral du Québec.

## Biographie
Né à Montréal, il apprend le droit à l'Université McGill et fit une maîtrise en droit public à l'Université d'Ottawa avant d'être admis au Barreau du Québec en 1977.
Élu député du Parti libéral dans la circonscription de Lafontaine lors des élections de 1974. Élu à l'âge de 20 ans, il fut l'un des plus jeunes députés à être élu à la Chambre des communes du Canada. Réélu dans la circonscription de Rosemont en 1979 et en 1980, il ne se représenta pas en 1984.
Durant sa carrière politique, il fut secrétaire parlementaire du ministre de la justice et procureur général du Canada de 1978 à 1979 ainsi que du ministre d'État au commerce de 1980 à 1981.
Il est actuellement directeur des affaires gouvernementales pour Dow Chemical.